# Welcome to Jamrock

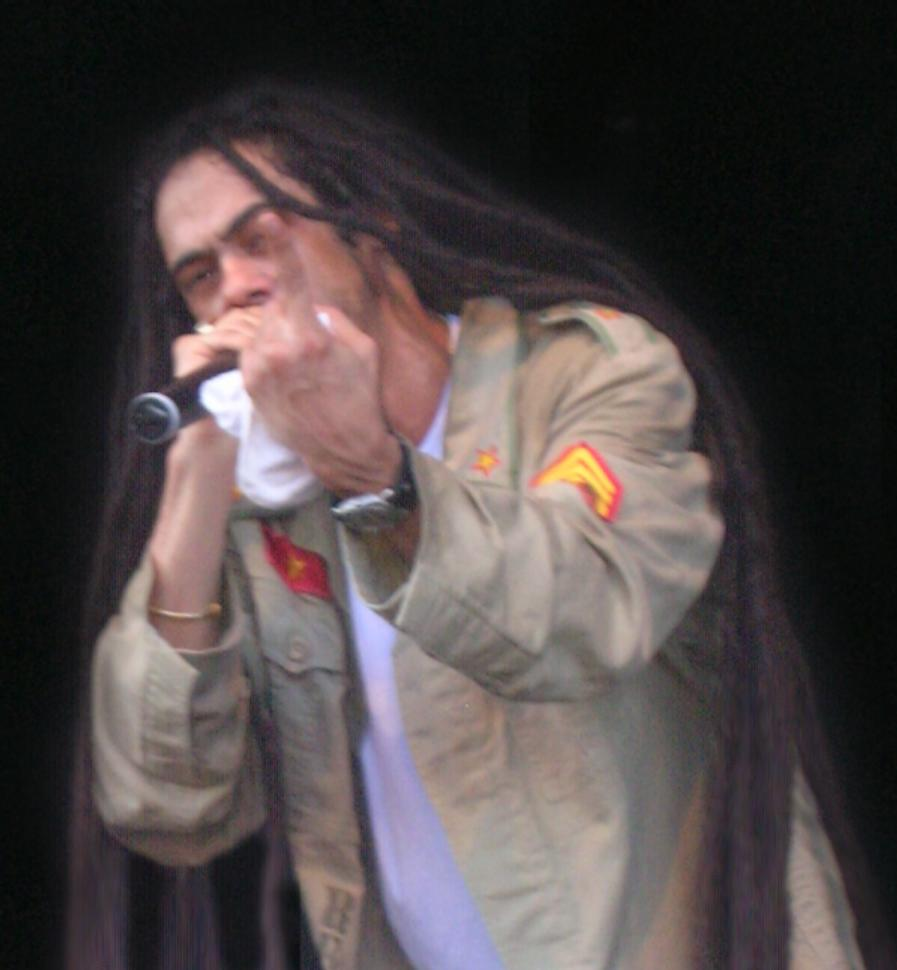
Damian Marley vlak na de opname

Welcome to Jamrock is het vierde studio-album van Bob Marleys zoon Damian Marley. Het album bevatte een aantal singles.

## Tracklist
1. "Confrontation"
2. "There For You"
3. "Welcome to Jamrock"
4. "The Master Has Come Back"
5. "All Night" (met Stephen Marley)
6. "Beautiful" (met Bobby Brown)
7. "Pimpa's Paradise" (met Stephen Marley en Black Thought)
8. "Move!"
9. "For The Babies" (met Stephen Marley)
10. "Hey Girl" (met Stephen Marley and Rovleta Fraser)
11. "Road to Zion" (met Nas)
12. "We're Gonna Make It"
13. "In 2 Deep"
14. "Khaki Suit" (met Bounty Killer en Eek-A-Mouse)

## Singles
- Welcome to Jamrock (2005)
- Road to Zion met Nas (2005)
- The Master Has Come Back (2005)
- Beautiful met Bobby Brown (2006)
- All Night met Stephen Marley (2006)